# Cymodusa tibialis
Cymodusa tibialis är en stekelart som beskrevs av Dbar 1985. Cymodusa tibialis ingår i släktet Cymodusa och familjen brokparasitsteklar. Inga underarter finns listade i Catalogue of Life.